# Rob Hajer
Rob Hajer (Rotterdam, 17 januari 1929 – Zeist, 13 februari 2021) was een Nederlands vormingswerker, wetenschapper en bestuurder. Hij is gekend om zijn werk voor volwasseneneducatie.

## Loopbaan
Na de Tweede Wereldoorlog ging Hajer economie studeren aan de Nederlandse Economische Hogeschool in Rotterdam. Daar was hij actief bij de Nederlandse Christen-Studenten Vereniging (NCSV) en was hij voorzitter van de Oecumenische Jeugdraad. Hij was werkzaam als docent aan de Volkshogeschool Allardsoog bij Bakkeveen en was ook verbonden aan de Academie voor Sociale en Culturele Arbeid (ASCA) in Groningen. Met een collega startte hij een studierichting Cultureel Werk. 
Hajer raakte betrokken bij overleg tussen volksontwikkelingsorganisaties waaruit een landelijke organisatie tot stand kwam. Hij was van 1966 tot 1972 de eerste directeur van het Nederlands Centrum voor Volksontwikkeling (NCVO). In deze rol was Hajer belangrijk voor de ontwikkeling van het volwassenenonderwijs, publiceerde hij verschillende werken en was redacteur van meerdere tijdschriften. Hajer was namens de PvdA opgenomen als staatssecretaris van onderwijs in het Schaduwkabinet-Den Uyl tijdens de campagne naar de Tweede Kamerverkiezingen 1971. Ook was hij zowel lokaal als landelijk actief voor de partij, ook binnen de Wiardi Beckman Stichting. 
Vanaf 1969 was hij verbonden aan de afdeling andragogiek van het Pedagogisch Instituut van de Katholieke Universiteit Nijmegen. In 1974 werd hij daar universitair hoofddocent. Hajer promoveerde daar in 1981 op het proefschrift Volwassenenvorming – beleid en democratisering. Terugblik en perspectief. In 1987 stopte hij op de universiteit en was daarna actief bij de Stichting voor Volkshogeschoolwerk.